# مسببات اضطراب الغدد الصماء

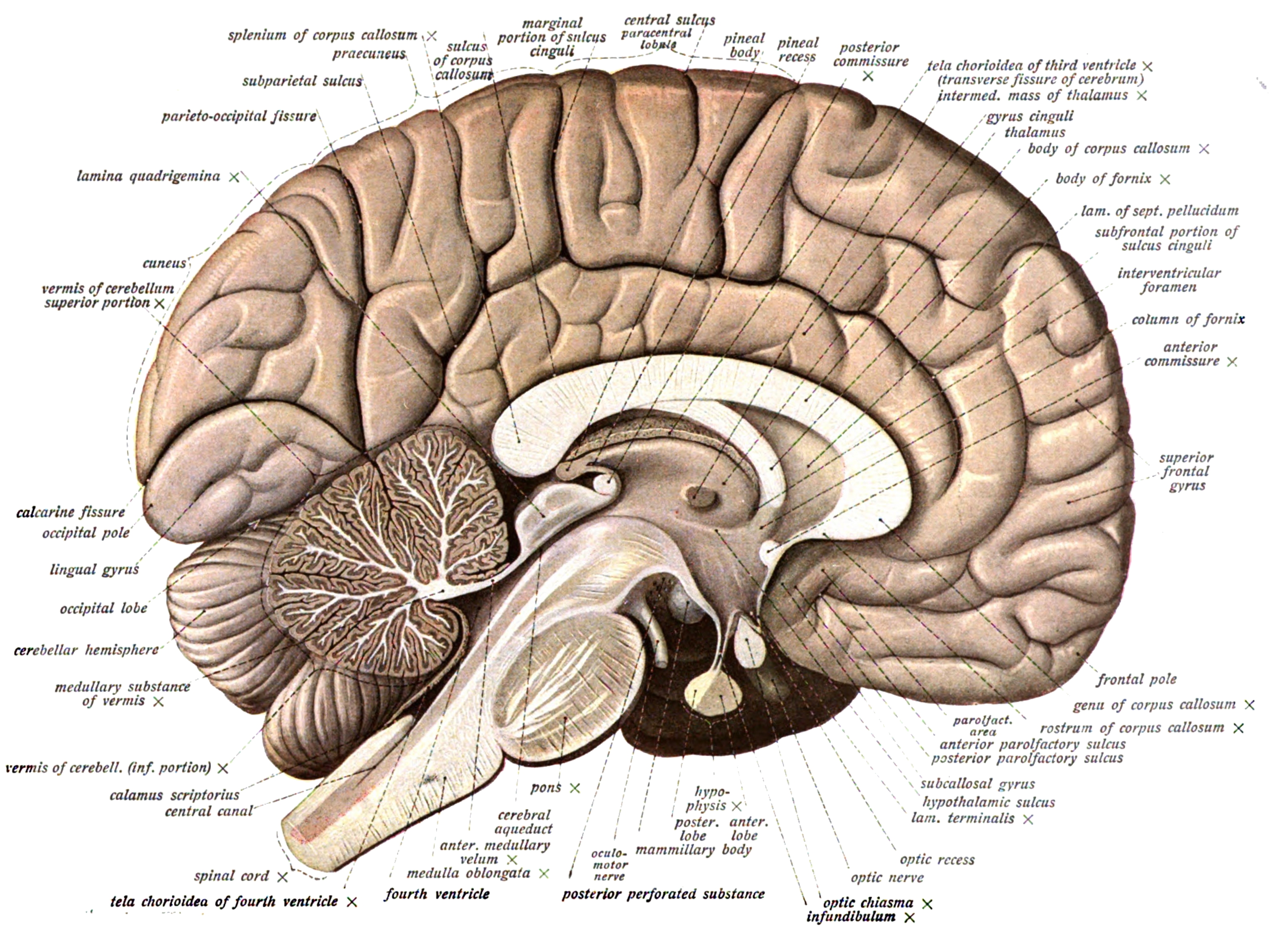
الغدة النخامية والتي تعد الغدة الرئيسية المسئولة عن نظام الغدد الصماء

مسببات اضطراب الغدد الصماء هي مواد كيميائية تتداخل مع عمل أنظمة الغدد الصماء (أو الهرمونات) في جرعات معينة. ويمكن أن تسبب هذه المواد الأورام السرطانية، والعيوب الخلقية، واضطرابات النمو الأخرى.
ولذلك فإن أي نظام في الجسم يتم السيطرة عليه بواسطة نظام الغدد الصماء يمكن أن يخرج عن مساره بواسطة هذه المواد وعلى وجه التحديد قد تترافق اضطرابات الغدد الصماء مع صعوبات التعلم، واضطراب نقص الانتباه الشديد، ومشاكل النمو المعرفي للدماغ، وكذلك تشوهات الجسم (بما في ذلك الاطراف)، وسرطان الثدي، وسرطان البروستاتا، وسرطان الغدة الدرقية وغيرها من أنواع السرطان، وكذلك مشاكل النمو الجنسي مثل اكتساب الذكور للصفات الأنثوية أو اكتساب الإناث للصفات الذكرية وما إلى ذلك.
أصدرت جمعية الغدد الصماء مؤخراً بياناً عن المواد الكيميائية التي تعطل الغدد الصماء، والتي تتضمن تحديداً السمنة، والسكري، وإستنساخ الإناث، وإستنساخ الذكور، والسرطانات الحساسة للهرمونات الانثوية، وسرطان البروستاتا في الذكور، وسرطان الغدة الدرقية، كما يتأثر التطور العصبي والأنظمة العصبية الصماء بسبب التعرض لهذه المواد.
وتعد الفترة الحرجة لتطور العديد من الكائنات هي مرحلة الانتقال من البويضة المخصبة إلى الرضيع المنتهي من التشكل تماماً.
وعندما تبدأ الخلايا في النمو والاختلاف، فإن هناك أرصدة حاسمة من الهرمونات وتغيرات البروتين التي تجب أن تحدث، ولذلك فإن جرعة من المواد الكيميائية المعطلة قد تسبب ضرراً كبيراً للجنين النامي، بينما قد لا تؤثر نفس الجرعة في الأمهات البالغات.
كان هناك جدل حول اضطرابات الغدد الصماء، حيث تدعو بعض المجموعات إلى إتخاذ إجراءات سريعة من جانب الهيئات التنظيمية لإزالتها من السوق، بينما تدعو بعض الهيئات التنظيمية والعلماء لإجراء دراسات أكثر.
وقد تم تحديد بعض مسببات اضطراب الغدد الصماء وإزالتها من السوق (على سبيل المثال دواء يسمى ديثيلستيلبيسترول) ولكن من غير المؤكد ما إذا كانت مسببات الاضطراب تضر بالفعل في البشر والحياة البرية بالجرعات التي تتعرض لها الحياة البرية والبشر.
كما تم العثور على مسببات الاضطراب في العديد من المنتجات المنزلية والصناعية، حيث تعمل هذه المواد على "التداخل مع تخليق وإفراز ونقل والارتباط مع الهرمونات أو إنهاء عملها مما يخل بالنمو والخصوبة والسلوك وصيانة التوازن، كما يشار إليها أحياناً بالعوامل النشطة هرمونياً أوالمواد الكيميائية المسببة لاختلال في الغدد الصماء أو المركبات التي تعطل الغدد الصماء.
وقد أظهرت الدراسات التي أجريت في الخلايا والحيوانات المختبرية أن المواد الكيميائية المتسببة في اختلال الغدد الصماء يمكن أن تتسبب في تأثيرات بيولوجية سلبية في الحيوانات كما أن التعرض لمستويات منخفضة في البشر قد يؤدي إلى تأثيرات مماثلة.
غالباً ما يستخدم مصطلح مسببات اضطراب الغدد الصماء كمرادف للزينوهرمون على الرغم من أن هذا المصطلح قد يعني أي مركب كيميائي طبيعي أو اصطناعي له خواص ممائلة للهرمونات (وعادةً ما يكون ذلك عن طريق الارتباط بمستقبلات الهرمونات).
وقد ترتبط المواد الكيميائية المسببة لاختلال الغدد الصماء بمشاكل في الخصوبة والتكاثر في الحياة البرية.

## التاريخ
تمت صياغة مصطلح المواد المسببة لاضطراب الغدد الصماء لأول مرة في مركز وينغسبريد للمؤتمرات في ولاية ويسكونسن في عام 1991م. وكان من أوائل الأبحاث عن هذه الظاهرة البحث الذي قام به ثيو كولبورن في عام 1993م.
وذكر في هذا البحث أن بعض المواد الكيميائية تسبب خللاً في عمل نظام الغدد الصماء وأنه عادةً ما تكون آثار التعرض له دائمة إذا ما حدث ذلك في فترة النمو، وعلى الرغم من وجود نزاع حول اضطرابات نظام الغدد الصماء من البعض إلا أن دورات العمل من 1992م وحتى 1999م قد أصدرت تصريحات إجماعية من العلماء بشأن الخطر الناجم عن اضطرابات الغدد الصماءوخاصة في الحياة البرية وفي البشر.
كما أصدرت جمعية الغدد الصماء بيانا علميا يوضح آليات وآثار مسببات اضطراب الغدد الصماء على كل من «تناسل الذكور والإناث، نمو الثدي والسرطان، سرطان البروستاتا، والغدد الصماء العصبية، والغدة الدرقية، والتمثيل الغذائي والسمنة، والغدد الصماء في القلب والأوعية الدموية» وتبين كيف تتلاقى الدراسات التجريبية والوبائية مع الملاحظات الطبية، وأفاد البيان إلى أنه من الصعب إثبات أن اختلال الغدد الصماء يسبب أمراضاً بشرية وأوصى بإتخاذ الحيطة دوماً.
وتشمل المواد المسببة لاضطراب الغدد الصماء مجموعة متنوعة من الأصناف الكيميائية، بما في ذلك العقاقير والمبيدات الحشرية والمركبات المستخدمة في صناعة البلاستيك والمنتجات الإستهلاكية والمنتجات الثانوية الصناعية والملوثات وحتى بعض المواد الكيميائية النباتية المنتجة طبيعيا، وبعضها منتشر على نطاق واسع في البيئة وقد يتراكم أحيائياً، وبعضها ملوثات عضوية ثابتة يمكن نقلها لمسافات بعيدة عبر الحدود الوطنية وتم العثور عليها في جميع مناطق العالم تقريباً وقد تتركز حتى في القطب الشمالي بسبب الطقس البارد.
بينما يتكسر بعضها الآخر في البيئة وفي جسم الإنسان أو قد يكون موجوداً لفترات زمنية قصيرة فقط.
وتشمل الآثار الصحية المنسوبة إلى مسببات اضطراب الغدد الصماء مجموعة من المشاكل الإنجابية (مثل انخفاض الخصوبة، وشذوذ المسالك التناسلية في الذكور والإناث، والإجهاض، ومشاكل الحيض،) والتغيرات في مستويات الهرمونات، وسن البلوغ المبكر، ومشاكل الدماغ والسلوك، وضعف وظائه المناعة، ومختلف أنواع السرطانات.

## أنواع المواد الكيميائية المسببه لاضطراب الغدد الصماء

### أولاً: البيسيفينول أ (Bisphenol A (BPA))
هو أحد المواد الكيميائية الصناعية التي تسبب اختلال بالغدد الصماء، وهذه المادة الكيميائية الصناعية تستخدم في تصنيع بعض المواد البلاستيكية والمواد الصمغية «الراتنجات الايبوكسي» منذ الستينيات. تم العثور على البيسيفينول أ في بلاستيك البولي كربونات والمواد الصمغية. وغالبا تستخدم البلاستيك البولي كربونات في الأوعية التي تخزن المواد الغذائية والمشروبات، مثل: عبوات المياه. كما يمكن استخدامها في السلع الاستهلاكية الأخرى. بعض الاوعية البلاستيكية التي وضع عليها علامة أو رموز المعاد تدويرها (رقم 3 أو 6 أو 7) مصنوعة من البيسيفينول أ، ويجب تجنب استعمالها. تستخدم المواد الصمغية «راتنجات الايبوكسي» (Epoxy resins): لتغليف المنتجات المعدنية الداخلية، مثل: علب الطعام وأغطية العبوات وخطوط إمدادات المياه ومثبتات الأسنان ومركباتها.

#### الخلفية التاريخية البيسيفينول أ
تم اكتشاف البيسفينول أ لأول مرة في التسعينيات من القرن التاسع عشر (1890s)، ولكن الكيميائيين في الخمسينيات من القرن العشرين (1950s)أدركوا أنه يمكن خلط البيسيفينول أ مع مركبات أخرى لإنتاج بلاستيك البولي كربونات أكثر مرونة وقوة. أيضاً في الخمسينيات من القرن العشرين (1950s) تم اكتشاف أن البيسيفينول أ يمكن استخدامه في تركيب البولي راتنجات الايبوكسي (Epoxy resins) «المواد الصمغية» (رقم 7) وتستخدم أيضا كمثبط البلمرة في البيسيفينول أ (رقم 3). ويتم حاليا إنتاج أكثر من مليوني طن في جميع أنحاء العالم.حيث يوجد رموز وأرقام على العلب البلاستيكية داخل مثلث، حيث المثلث: يعني قابل للتدوير وإعادة التصنيع، وكل رقم داخل المثلث يمثل مادة بلاستيكية معينة، والحروف هي اختصار لأسم البلاستيك المرادف للرقم في المثلث. الآن نستعرض كل رقم ومعناه:
```
الرقم 1: آمن وقابل للتدوير، يستخدم لعلب الماء والعصير والصودا وزبدة الفول السوداني.
```

الرقم 2 : آمن وقابل للتدوير، يستخدم لعلب الشامبو والمنظفات، الحليب ولعب الأطفال ويعتبر من أَمن أنواع البلاستيك خصوصا الشفاف منه.
الرقم 3 : ضار وسام إذا أستخدم لفترة طويلة وهو ما يسمى بالفينيل أو ال PVC، يستخدم في مواسير السباكة وستائر الحمام، وكثيرا ما يستخدم في لعب الأطفال وتغطية اللحوم والأجبان كبلاستيك شفاف، لذا يجب الحذر من هذا النوع بالذات لأنه من أخطر أنواع البلاستيك وأرخصها لذا فإنه يُستخدم بكثرة.
الرقم 4 : آمن نسبيا وقابل للتدوير، يستخدم لصنع علب التجميل وبعض القوارير وأكياس التسوق.
الرقم 5: من أفضل أنواع البلاستيك وأكثرها أمناً، يناسب السوائل والمواد الباردة والحارة وغير ضار أبدا. يستخدم في صناعة حوافظ الطعام والصحون وعلب الأدوية وكل ما يتعلق بالطعام. يجب الحرص حرص على أن تكون كل المواعين والأوعية من هذا البلاستيك خصوصا علب طعام الأطفال المستخدمة لوجبة المدرسة وقارورة الماء المستخدمة لأكثر من مرة.والحذر من استخدام علب الماء لأكثر من مرة لأنها مصنوعة لتستخدم لمرة واحدة فقط وتصبح سامه أذا أعيد تعبئتها.
الرقم 6: خطر وغير آمن وهو ما يسمى بالبولي ستايرين أو الستايروفورم، علب البرغر والهوت دوغ، وأكواب الشاي الشبيه بالفلين والمستخدمة في مطاعم الوجبات السريعة العالمية. ويجب الحذر من هذه المادة والتي ما تزال تستخدم في المطاعم والبوفيهات الشعبية.
الرقم 7 : هذا النوع لا يقع تحت أي تصنيف من الأنواع الستة السابقة. وقد يكون عبارة عن خليط من هذه الأصناف الستة، والأمر الهام هنا أن كثير من الشركات العالمية بدأت تتجنبه بما فيها الشركة الأمريكية للألعاب والتي تصنع كذلك رضاعات الأطفال.وماتزال هذه المادة محط جدال بين الأوساط العلمية .
وقد تم بالفعل تقييد استخدام البيسيفينول أ في الاتحاد الأوروبي وكندا والصين وماليزيا، وخاصة في المنتجات للأطفال الرضع والأطفال الصغار. يتم ترخيص البيسيفينول أ من قبل اللائحة (الاتحاد الأوروبي) للمواد البلاستيك التي لها علاقه بالمواد الغذائية والحد المسموح به هو0.6 ملغ لكل كيلوغرام، رقم التنظيم والترخيص 10/2011. لا يسمح استخدام البيسيفينول أ في تصنيع زجاجات تغذية الرضع البولي كربونات كما ينظمها الاتحاد الأوروبي حاليا رقم الترخيص والتنظيم321 / 2011 ؛ أيضاً لا يتم ترخيص البيسيفينول أ للطلاء على مستوى الاتحاد الأوروبي، وأيضاً أي مادة تلامس المواد الغذائية الأخرى من البلاستيك.
في عام 2014، أصدرت إدارة الاغذية والعقاقير أحدث تقرير لها، الذي أكد في الثمانينات من القرن العشرين (1980s) الحد الأصلي للتعرض اليومي للبيسيفينول أ من (50 ميكروغرام / كلغ) (حوالي 23 ميكروغرام / رطل) يوميا، وخلصت إلى أن البيسيفينول أ هو على الارجح آمن على هذه المستويات حاليا. ومع ذلك، فإن البحوث في القوارض تظهر آثار سلبية للبيسيفينول أ في مستويات أقل بكثير، ما لا يقل عن 10 ميكروغرام / كغ يوميا. كما أن الأبحاث في القردة تبين أن هذه المستويات مقارنةً لتلك التي تقاس حاليا في البشر لها آثار سلبية على الإنجاب.
وقد حذت بعض الولايات المتحدة حذوها، ولكن لم يتم وضع لوائح اتحادية. وأوقفت شركة وول مارت فوراً المبيعات في جميع متاجرها الكندية من عبوات المواد الغذائية وعبوات المياه البلاستيكية وعبوات الحليب للرضع وأكواب الأطفال واللهايات المحتوية على البيسيفينول أ، ووعدت بأن تفعل الشيء نفسه في الولايات المتحدة بحلول عام 2009. في الربع الأول من عام 2016 مشروع اللائحة التي تنوي إلى خفض مستوى البيسيفينول أ للمواد البلاستيكية التي لها علاقة بالمواد الغذائية إلى (0. 5 ملغ / كلغ). ومن المقرر اعتماد مشروع اللائحة ونشره في الجريدة الرسمية للاتحاد الأوروبي في أيلول / سبتمبر 2016 ودخول اللائحة حيز النفاذ في عام 2017.

#### الآلية البيولوجية لبيسفينول أ
البيسفينول أ يقليد هيكل ووظيفة هرمون الاستروجين. بسبب شكله الإستروجيني (Estrogen-like shape)، يمكن لبيسيفينول أ أن يرتبط بمستقبلات الاستروجين ويؤثر على العمليات الجسدية، مثل النمو، وإصلاح الخلايا، ونمو الجنين، ومستويات الطاقة والتكاثر. وبالإضافة إلى ذلك، قد يكون للبيسيفينول أ أيضا القدرة على التفاعل مع مستقبلات هرمون أخرى، مثل مستقبلات هرمون الغدة الدرقية، وبالتالي تغيير وظيفتها. الجسم حساس للتغيرات في مستويات الهرمونات، وهذا هو السبب في قدرة البيسيفينول أ لمحاكاة هرمون الاستروجين ويعتقد أنه يؤثر على صحتنا

#### كيف يتم الكشف عن ثنائي الفينول A؟
الغالبية العظمى من السكان (91-99٪) تم الكشف عن مستويات البيسيفينول أ في بولهم. خروج البيسيفينول أ في بول الإنسان يكون في غضون 24 ساعة بعد التعرض للبيسيفينول أ. حيث أظهرت مؤخرا دراسة نشرت من قبل مراكز مكافحة الأمراض، أن 92.6٪ من أكثر من 2500 أمريكي كان البيسيفينول أ في بولهم. وكانت تركيزات البول المقاسة أعلى بكثير لدى الأطفال والمراهقين مقارنة بالبالغين. كما تم قياس البيسيفينول أ في حليب الأمهات المرضعات. وتشير هذه البيانات إلى أن الجنين البشري المتطور وحديثي الولادة يتعرضان بسهولة لهذه المادة الكيميائية. وذكرت منظمة الصحة العالمية أن مستويات البيسيفينول أ في الرضاعة الطبيعية تصل إلى 8 مرات أقل من تلك المقاسة عند الرضع الذين يتغذون على الحليب المصنع من زجاجات تحتوي على البيسيفينول أ.
إضافةً إلى ذلك، وجدت دراسة حديثة أن مستويات البيسيفينول أ في البول، انخفضت بنسبة 66٪ بعد 3 أيام من تجنب الأطعمة المعلبة. وأيضاً دراسة أخرى المشاركين فيها إما يتناولون وجبة من الحساء الطازج أو المعلب يوميا لمدة 5 أيام. وكانت مستويات البول من البيسيفينول أ أعلى ب 1.22 ٪ عند أولئك الذين استهلكوا الحساء المعلب.

#### كيف يدخل البيسفينول أ إلى الجسم؟
المصدر الرئيسي للتعرض لبيسيفينول أ بالنسبة لمعظم الناس من خلال النظام الغذائي. في حين أن ملامسة الجلد، والمياه هي مصادر محتملة أخرى للتعرض. ويشكل البيسيفينول أ في الطعام والمشروبات حوالي 50٪ من التعرض الداخلي البشري اليومي، في حين أن ملامسة الجلد بالورق الحراري (مثل: ورق انتظار الدور)المحتوي على مادة البيسيفينول أ هي المصدر الأخر حوالي 50٪ من التعرض الداخلي لعامة السكان.
يمكن للبيسيفينول (أ) أن يتسرب إلى الغذاء من الطلاءات الداخلية الواقية من راتنجات الايبوكسي «المواد الصمغية» للأغذية المعلبة، ومن المنتجات الاستهلاكية مثل: أدوات المائدة البولي كربونات، وعبوات تخزين المواد الغذائية، وعبوات المياه البلاستيكية، وعبوات الحليب للأطفال. درجة تسرب أو ارتشاح البيسيفينول أ من عبوات الماء «المصنوعة من البولي كربونات» التي بداخلها سوائل تعتمد أكثر على درجة حرارة السائل أو درجة حرارة العبوة، وأيضاً تعتمد على عمر العبوة.

#### المنتجات تحتوي على البيسيفينول أ
1.	عبوات الحليب للأطفا ل وألعاب الأطفال.
2.	عبوات المياه والمشروبات.
3.	عبوات وأوعية الأغذية، والأغذية المعلبة.
4.	أواني الطعام البلاستيكيه.
5.	ايصالات البنوك وانتظار الدور.
6.	ايصالات الورق الحراري.
7.	الأجهزة الطبية وأجهزة طب الأسنان، وموانع التسرب الأسنان.
8.	عدسات النظارات.
9.	الالكترونيات المنزلية.
10.	منتجات النظافة ونظارة الوجه للنساء.
11. الأقراص المدمجة وأقراص الفيديو الرقمية.

#### ما هو تأثير البيسيفينول أ على الصحة؟
يمكن التعرض لبيسيفينول أ مرتبط بالقضايا الصحية التالية:
1.	الآثار السلبية لبيسيفينول أ على الأطفال. الآباء الذين تعرضوا للبيسيفينول أ، يتعرض أطفالهم في خلال مرحلة الحمل إلى التغيرات في تطوير الجهاز العصبي، مثل: نمو الدماغ؛ وتغيرات بإفراز الغدة الدرقية، وتغيرات في السلوك، مثل: فرط النشاط. وتغيرات في التطور الطبيعي لغدة البروستات.
2.	بيسيفينول أ قد يسبب العقم في الرجال والنساء. حيث الرجال الذين لديهم أعلى مستويات بيسيفينول أ كانوا أكثر احتمالا بنسبة 30-46٪ لإنتاج حيوانات منوية أقل جودة. وجدت دراسة منفصلة أن الرجال الذين يعانون من مستويات أعلى من البيسيفينول أ كانوا من 3-4 مرات أكثر عرضة لانخفاض تركيز الحيوانات المنوية وانخفاض عدد الحيوانات المنوية. وأيضاً النساء اللواتي لديهن نسبة عالية من البيسيفينول أ كُنَ أكثر احتمالاً لضعف إنتاج البويضات وتصل إلى 2 مرات أقل احتمالاً للقدرة على الحمل.
3.	متلازمة تكيس المبايض لدى النساء. لوحظت أن مستويات البيسيفينول أ تكون أعلى بنسبة 46٪ في النساء مع متلازمة تكيس المبايض، مقارنة للنساء السليمات صحياً[29]. وأيضاً التعرض للبيسيفينول أ على حسب الدراسات يسبب الولادة المبكرة حيث91% من النساء اللواتي لديهن ارتفاع بمستويات البيسيفينول أ خلال فترة الحمل كُنَ أكثر عرضة للولادة قبل 37 أسبوعا.
4.	البيسيفينول أ قد يرفع من خطر السمنة. حيث دراسة في الولايات المتحدة أكدت ان هناك علاقة إيجابيه بين السمنة وارتفاع نسبة الليسيفينول أ في جسم الأنسان.
5.	يرتبط ارتفاع نسبة التعرض لبيسيفينول أ قبل الولادة وخاصة في الأسبوع 16 بالأزمة لدى الأطفال، حيث 30% من الرضع يعانون من الصفير وخاصةً الرضع دون 6 أشهر .
6.	يرتبط مستويات البيسيفينول أ المرتفعة بنسبة 29% من مستوى إنزيم الكبد الغير طبيعي .

#### بدائل لبيسفينول أ
توجد عدة بدائل لبيسيفينول أ وتستخدم على نحو متزايد، وخاصة بيسفينول اس (Bisphenol S) وبيسفينول اف (Bisphenol F)وبعض المشتقات بيسفينول المهجنة (halogenated bisphenol A derivatives)، مثل: رباعي كلورو ثنائي الفينول A وتيترابرومو ثنائي الفينول أ. بالنسبة لبعض البدائل، تم الإبلاغ عن آثار مماثلة لبيسيفينول أ فيما يتعلق بنشاط الغدد الصماء في المقاسات المختبرية، على الرغم من انخفاض نشاط الفعالية بالمقارنة مع البيسيفينول أ. ولا يوجد دراسات مختبرية كافيه عن اضرار هذه البدائل وسُميَتِها لجسم الإنسان.
ومن الجدير بالذكر أن العديد من الشركات المصنعة قد تحولت الآن إلى المنتجات خالية من البيسيفينول أ، والتي تم استبداله (بثنائي الفينول S) أو (ثنائي الفينول F) (bisphenol-S (BPS) or bisphenol-F (BPF)). ومع ذلك، ذكرت الأبحاث الأخيرة أن تركيزات صغيرة حتى من (ثنائي الفينول S) أو (ثنائي الفينول F) قد تعطل وظيفة خلايا جسم الإنسان بطريقة مشابهة لبيسيفينول أ. وهكذا، قد لا تكون العبوات الخالية من البيسيفينول الحل.
لا بديل يعمل لمنع تلف وتمديد العمر الافتراضي للأغذية المعلبة كما راتنجات الايبوكسي البيسيفينول أ (Bisphenol A epoxy resins) المستخدمة في تغليف العلب. ومع ذلك؛ المواد البلاستيكية التي مع أرقام إعادة التدوير 3 و6 و7 أو الحروف «بيسي PC» المرجح أن تحتوي على بيسيفينول اس ((bisphenol-S 0)أو بيسيفينول اف (bisphenol-F) أو بيسيفينول أ (Bisphenol A).

#### توصيات للتقليل من استخدام منتجات البيسيفينول أ
قد يكون من المستحيل تجنب استخدام المنتجات البلاستيكية، لذلك هناك بعض الطرق الفعالة لتقليل تعرضنا إلى البيسيفينول أ:
أ‌-	يجب على النساء الحوامل أو المرضعات مراعاة ما يلي:
1. تجنب الأطعمة المعلبة: تناول الأطعمة الطازجة والابتعاد عن الأطعمة المعلبة أو الأطعمة تم تعبئتها في عبوات بلاستيكية مع أرقام إعادة التدوير 3، 6، 7 أو الحروف «بيسي PC».
2.	عدم تسخين الطعام أو المشروبات في حاويات بلاستيكية من البولي كربونات.
3. تجنب الحاويات بلاستيكية من البولي كربونات التي مر عليها زمن طويل وهي معلبه أو عليها خدش، بما في ذلك عبوات المياه.
ب‌-	علينا أن نوصي الآباء للحد من تعرض الرضع والأطفال إلى البيسيفينول أ:
1. يحظر استخدام البيسيفينول أ في عبوات الحليب للرضع وفي أكواب للرضع. فمن المستحسن استخدام عبوات الحليب للأطفال من زجاج بدلا من البلاستيك، وأيضا استبدال العبوات البلاستيكية القديمة والأكواب، وخاصة البالية أو التي عليها خدش.
2. شراء مسحوق حليب الأطفال: يوصي البعض أن تكون مساحيق الحليب السائلة في عبوات خاليه من البيسيفينول أ، لأن السائل من المرجح أن يمتص أكثر بيسيفينول أ من خلال العبوة.
3. لا تضع السوائل الساخنة، أو تسخن العبوة في المايكرويف أو على الموقد.
4. لا تغسل المنتجات البلاستيكية في غسالة الصحون.
5. تأكد من أن اللعب البلاستيكية التي تشتريها لطفلك مصنوعة من مادة خالية من البيسيفينول أ، وخاصة لعب الأطفال التي من المرجح أن يمضغها أو يمتصها الطفل .
ت‌-	استخدام منتجات الزجاج بدلا من العبوات البلاستيكية:
1. استخدم أدوات المائدة من زجاج، وشراء السوائل التي تأتي في عبوات زجاجية بدلا من العبوات البلاستيكية أو العلب.
2. البقاء بعيدا عن منتجات البيسيفينول أ قدر الإمكان، والحد من الاتصال مع إيصالات البنوك وانتظار الدور باستخدام قفازات للتعامل مع إيصالات الورق الحرارية وغسل يديك بالماء والصابون بعد لمس الإيصال.
3. يوصي صندوق سرطان الثدي أن المستهلكين يرغبون في الحد من التعرض للسموم المحتملة في البيسيفينول أ والبدائل الأخرى، باستخدام الزجاج، والفولاذ المقاوم للصدأ، والطعام الآمن في عبوات السيراميك لتخزين المواد الغذائية والمياه.

### ثانيا: مركبات DDT
استعمل دايكلورودايفنل ترايكلوروايثان لأول مرة كمبيد حشري للقضاء على خنافس محصول البطاطا في كولورادو الأمريكية عام 1936.  مع تزايد انتشار الامراض مثل الملاريا، التيفوئيد، الدسنطاريا، وحمى التيفوئيد، أصبح استعمال تلك المركبات ضرورة ملحة للقضاء على البعوض والقمل والذباب الناقل لتلك الامراض. قبل الحرب العالمية الثانية استعملت مادة مستخلصة من زهرة من اليابان تدعى بايريثروم في مواجهة تلك الحشرات والأمراض التي يمكن أن تنشرها. أثناء الحرب العالمية الثانية، اوقفت اليابان تصدير البايريثروم وشجعت البحث العلمي لإيجاد بديل. خوفاً من الانتشار الوبائي للتيفوس كان كل جندي أمريكي وبريطاني يستلم الدي دي تي الذي استخدم بشكل روتيني لتعفير الخيام والأسرة والبراكات في جميع أنحاء العالم.
لقد كان هناك إجماع على الاستعمال المدني غير العسكري لمركبات دي دي تي عقب انتهاء الحرب، واصبح استعماله واسع الانتشار لزيادة إنتاج المحاصيل الزراعية التي كانت مهددة بسبب الحشرات المنتشرة انذاك، كذلك للسيطرة على انتشار الملاريا التي كانت السبب في عدد كبير من الوفيات في معظم انحاء العالم. كذلك فان استخدامات دي دي تي في الزراعة تقلص بشكل كبير مع وجود تشريعات خاصة بذلك في معظم دول العالم، ولكن ظل استخدامه للقضاء على الملاريا معمول به في تلك الدول، كما تم الاتفاق في مؤتمر ستوكهولم المتعلق بالملوثات العضوية المزمنة. في بداية العام 1946, بدى التاثير الضار لمركبات دي دي تي واضحا على الطيور، الحشرات المفيدة، الاسماك، والكائنات البحرية اللافقارية الموجودة في البيئة، ومثال حي على ذلك التاثير الواضح لتلك المركبات على قشور الحيوانات المفترسة التي لم تستطع ان تصل للسماكة المطلوبة لحماية تلك الطيور بفعل تاثير مركبات دي دي تي 
هناك دراسات كشفت عن وجود مركبات دي دي تي بتركيز عالي في الحيوانات اكلة اللحوم على مستوى العالم ونتيجة لذلك كان هناك نسبة عالية من المركب في السلسلة الغذائية . بعد الانتشار الواسع لمركبات دي دي تي بعشرين عام وجدت تلك المركبات أيضا في عينات الثلج الماخوذة من الثلوج المتجمدة والتي كشفت ان تلك المركبات تنتقل بعوامل بيئية أخرى مثل الرياح والمياه على سبيل المثال لا الحصر  وهناك أيضا دراسات حديثة كشفت وجود كميات كبيرة من مركبات دي دي تي في الانهار الجليدية على جبال الهيمالايا.
لأكثر من ستين عام وعلماء الاحياء يعملون جاهدين لدراسة تاثير مركبات دي دي تي على حيوانات التجارب إلى ان اكتشفوا ان تلك المركبات تؤثر على تطور الجهاز التناسلي لتلك الحيوانات      وهناك أيضا دراسات حديثة اظهرت ان مركبات دي دي تي تمنع تطور الجهاز التناسلي الانثوي مما يؤثر سلبا على التكاثر والنضوج لانثى تلك الحيوانات   ودراسات أخرى كشفت تاثير واضح لمركبات دي دي تي على القدرة الانجابية للذكور البالغين في حال تعرضهم لتلك المركبات. ان اخر ما توصلت تلك الدراسات ان التعرض لمركبات دي دي تي من قبل الام الحامل سوف يزيد من احتمال انجاب أطفال يعانون من السمنة.
واخيرا فان مركبات دي دي تي لا تزال إلى يومنا هذا تستعمل كمبيدات للبعوض المسبب للملاريا في افريقيا واجزاء من جنوب اسيا بكميات قليلة.

### ثالثا: المواد البيرفلورية PFCs
هي مواد كيميائية مشبعة بالفلور تحتوي على روابط الكربون مع الفلور (c-f) أو الكربون مع الكربون (c-c) فقط (لا تحتوي روابط كربون مع الهيدروجين) وقد تحتوي على مواد أخرى غير متجانسة. تحتوي مركبات الهيدروكربونات المشبعة بالفلور على خصائص تمثل مزيجا من الفلوروكربونات (التي تحتوي على روابط الكربون مع الفلور اوالكربون مع الكربون) والأنواع العضوية الوظيفية. تستخدم البيرفلورينات في صناعات كثيرة مثل التفلون، والمنسوجات المقاومة للماء، ورغوة مكافحة الحرائق.
تاثيراتها على الصحة والبيئة
أهم هذه المواد هي مادتي (حمض البيرفلوراوكتان) و (سلفونت البيرفلوراوكتانويك) وقد تم التحقق حول تأثير هذه المواد من قبل الاتحاد الاوروبي ووكالة حماية البيئة الامريكية (ايبا) ووجد انها ضارة بالصحة والبيئة.
ان المواد البيرفلورية هي مواد متراكمة حيويا لأنها مستقرة للغاية ويمكن تتراكم في أجسام البشر والحيوانات وخصوصا مادتي (حمض البيرفلوراوكتان) و (سلفونت البيرفلوراوكتان) اللتين كثيرا ما تكونان موجودتان في المنسوجات المقاومة للماء والبخاخات التي تمنح خصائص مقاومة للماء للمنسوجات بالإضافة إلى رغوة مكافحة الحرائق. وتشير البيانات من الدراسات الحيوانية على حمض البيرفلوراوكتان أنه يمكن أن يسبب عدة أنواع من الأورام والموت للاطفال حديثي الولادة، وربما يكون لها آثار سامة على أنظمة المناعة والكبد والغدد الصماء.
يحدث حمض البيرفلوراوكتان اثارا هرمونية مثل تغيير مستويات هرمون الغدة الدرقية. وقد ارتبطت مستويات مصل الدم من حمض البيرفلوراوكتان مع زيادة الوقت للحمل - أو «العقم» - في دراسة عام 2009. ويرتبط التعرض لحمض البيرفلوراوكتان بانخفاض جودة السائل المنوي. يعمل حمض البيرفلوراوكتان كمسبب لاضطراب الغدد الصماء من خلال آلية معينة تؤثر على نضوج الثدي في الفتيات الصغيرات. ويشير تقرير اللجنة العلمية الخاصة بالمواد البيرفلورية طويلة السلسلة إلى وجود ارتباط بين تعرض الفتيات لهذه المواد وتاخر سن البلوغ لديهن. قام سلاح الجو الأمريكي عام 2015، باختبار 82 منشأة عسكرية أمريكية سابقة ونشطة للواد البيرفلورية الواردة في رغوة مكافحة الحرائق. وفي عام 2015، عثر على مركبات الهيدروكربون المشبع بالفلور في المياه الجوفية في محطة نافال الجوية برونزويك ومين وغريسوم إير ريسرف بيس في إنديانا وفي مياه بئر في قاعدة بيس الجوية في نيو هامبشاير حيث كان هناك 500 شخص من بينهم أطفال، تم تنفيذ خطة الرصد من خلال وزارة الصحة والخدمات الإنسانية. وقد حاولت برامج البحوث في وزارة الدفاع الأمريكية تحديد طبيعة ومدى التلوث ب سلفونت البيرفلوراوكتان في المواقع العسكرية الأمريكية، وخاصة في المياه الجوفية.
ووجدت دراسة أجريت عام 2016 تغطي 2/3 من إمدادات مياه الشرب في الولايات المتحدة مستويات غير آمنة من البيرفلورينات عند مستويات الإبلاغ الدنيا المطلوبة من قبل وكالة حماية البيئة، والحد من سلامة 70 أجزاء لكل تريليون (نانوغرام / لتر). ل (حمض البيرفلوراوكتان) و (سلفونت البيرفلوراوكتانويك) في 194 من أصل 4,864 إمدادات المياه في 33 الولايات المتحدة. وشكلت ثلاث عشرة ولاية 75% من عمليات الكشف، بما في ذلك، بترتيب التردد: كاليفورنيا ونيوجيرسي وكارولاينا الشمالية وألاباما وفلوريدا وبنسيلفانيا وأوهايو ونيويورك وجورجيا ومينيسوتا وأريزونا وماساتشوستس وإلينوي. تم اعتبار رغوة مكافحة الحرائق كمساهم رئيسي في التلوث.

### رابعا: الأصباغ الصناعية للطعام
أصباغ الطعام الصناعية هي مواد كيميائية تضاف إلى العديد من المأكولات لتعطيها لون جذاب ومظهر أفضل، تضاف هذه المكونات إلى الطعام بشكل كبير وعلى اطعمة عديدة يستهلكها البشر بشكل يومي وخصوصا الأطفال، الأمر الذي يشكل خطر كبير حيث انه من الممكن جدا تجاوز الكمية المسموحة من قبل منظمة الغذاء والدواء الأمريكية كما ان هذه المواد تتراكم بالجسم ويعتمد تأثيرها على كتلة الجسم.
العديد من الدراسات اجريت على هذه الأصباغ لمعرفة مدى سلامة استخدامها وجدت هذه الدراسات أن أصباغ الطعام الصناعية تسبب اضطرابات في السلوك والنوم والتركيز. وفي تجارب أخرى تمت على فأران تجارب تم أعطاءهم "Sunset yellow" أو "Edicol erythrosine" وجدت أن وجود هذه الاصباغ بالجسم بكميات عالية يسبب زيادة في هرمون الدوبامين ويقلل من الهرمونات المحفزة للأمعاء والتيستيسترون. وفي دراسة أخرى أجرت على فئران تجارب وجدت أن أصباغ الطعام الصناعية سببت نقص في عدد خلايا الدم الحمراء والهيموغلوبين ووزن الجسم، وتسببت أيضا بنقص في نشاط مضادات الأكسدة التي تنتج في الكبد وسببت ارتفاع مستوى انزيمات الكبد في الدم وهذا يؤشر إلى تلف أو تدمير في خلايا الكبد ، كما سببت ارتفاع في مستوى البيليروبن والكيراتينين والبروتين والألبومين وهذا يؤشر على تلف في خلايا الكلى. وفي دراسة أخرى بينت أن أصباغ الطعام الصناعية تسبب ارتفاع مستوى الزنك في البول ، يؤثر نقص الزنك على وظائف الجسم والدماغ والنضوج الجنسي كما أنه ضروري لعمل هرمون الثايموبيوتين "thymoboietin" وهو هرمون ضروري لنضوج الخلاية التائية "T cell". ولهذا أصباغ الطعام الصناعية قد تؤثر على جهاز الغدد الصماء من خلال تأثيرها على الكلى التي تفرز هرمونات مثل الثرومبوبيوتين "thrombopoietin" وكاليسترول "calcitriol" وهرمون الرنين "renin" كما أنه قد يؤثر على افراز الهرمونات التي تخرج من الكبد مثل Insulin-Like Growth Factor" 1 (IGF1), Angiotensinogen, Thrombopoietin". 
خامساً: البارابين Parabens
هي أحد المواد الكيميائية الصناعية التي تسبب اختلال بالغدد الصماء، وهذه المادة الكيميائية الصناعية هي في الواقع عبارة عن هي استرات (مركب يتكون من حمض وكحول) من حمض الهيدروكسي بنزوويك-ب وذات بنية جزيئية مماثلة (1). وأربعة أنواع من هذه تستخدم في كثير من الأحيان في مستحضرات التجميل: إيثيل بارابين، بوتيل بارابين، ميثيل بارابين وبروبيل بارابين. الميثيل بارابين والبروبيل بارابين. والبارابين هو فئة مما يسمى المواد الحافظة المستخدمة على نطاق واسع في مستحضرات التجميل والمنتجات الصيدلانية أيضاً كالصابون والمرطبات وكريم الحلاقة ومزيل العرق تحت الإبط. وتستخدم هذه المركبات وأملاحها في المقام الأول لخصائصها المضادة للجراثيم والفطريات (2).
تأثير البارابين على صحة الإنسان.
واحدة من أكبر المخاوف هي أن البارابين قد تعطل وظيفة الهرمون، وخاصة هرمون الاستروجين الأنثوي، وهو تأثير قد ارتبط بزيادة خطر الإصابة بسرطان الثدي والسمية الإنجابية (3). وكشفت دراسة أجريت في عام 2004 والتي أجريت في انكلترا على وجود البارابين في بعض أورام سرطان الثدي الخبيثة (2). ويخشى بعض الخبراء أن الجسم قد يخزنها على مر الزمان، وذلك يعني زيادة المخاطر، وبالتالي يوصي بالحد من التعرض لها. ولكن حتى الآن، لا يوجد اتفاق نهائي بين العلماء حول ما إذا كان البارابين يسهم في الإصابة بالسرطان أم لا وفقاً لإدارة الغذاء والدواء الأميركية تستخدم عادة البارابين كمواد حافظة في مستحضرات التجميل (4)(5). وفي حين أن العديد من المنتجات تمت صياغتها مع البارابين - والتي يمكن أن تشمل بوتيل بارابين ، وميثيل بارابين ، وبروبيل بارابين. ومع ذلك، يمكنك دائماً اختيار عدم استخدامها. «لحسن الحظ هناك الكثير من البدائل للبارابين بما يخص المواد الحافظة»(6).
وفقاً لدراسة استقصائية أجرتها مجموعة العمل البيئي الأمريكي (EWG)، تستخدم المرأة حوالي 12 منتج من منتجات العناية الشخصية كل يوم، وتتعرض لنحو 168 مادة كيميائية فريدة من نوعها من ضمنها البارابين (7). وهذه المنتجات لا تبقى دائما على سطح الجلد (8)، ولكن العديد من مكونات مستحضرات التجميل تخترق الجلد وتسبب أضرار مختلفة (10). وقد وجد العلماء أن جسم المرأة طبيعياً يقوم بحماية الجنين عن طريق تصفية البكتيريا والجراثيم من خلال المشيمة ومع ذلك تتمكن البارابين الداخلة في تركيب مستحضرات التجميل من شق طريقها مروراً بطبقة المشيمة لتصل إلى الجنين النامي ومن ضمنها ما قد يؤثر على تلف في الحمض النووي (DNA) أو حدوث طفرات جينية، كما أنها تؤثر على تطور السليم للجهاز العصبي والمناعي للجنين (11).
من الأفضل تجنب أو الحد من التعرض للبارابين، وخاصة في المنتجات التي يتم استخدامها في المناطق المحيطة بالثديين، مثل مزيل الروائح الكريهة، كريمات الجسم. كما ويستحسن البحث عن المكونات الطبيعية وغير الضارة المستخدمة لإطالة مدة الحفاظ على المنتجات مثل مستخرج بذور الليمون الهندي، فيتامين إي الطبيعي، أوراق روزماري فضلا عن استخدام بعض الزيوت الأساسية مثل الجوجوبا، الخ. والتي لها خصائص ميكروبكتيرية ممتازة.

### بيركلورات
```
البركلورات عبارة عن ذرة مشحونة بشحنة سالبة ا تحتوي على أربع ذرات أكسجين وذرة كلور. لها الصيغة الكيميائية CLO4 . من خصائص هذه المادة الكيميائية انها عديمة اللون ووليس لها رائحة .و ثابتة على درجة الحرارة العادية ، ولكن عندما تزيد درجة الحرارة ، تبدأ البركلورات في التفاعل مع الأجزاء الأخرى منهاا ويتم إنتاج المزيد من الحرارة.
[
74
]
 ستكرر هذه العملية نفسها حتى يحدث انفجار ، وهذا هو السبب في أنها تستخدم في الصواريخ والمتفجرات والألعاب النارية.
```

يمكن العثور على البيركلورات بشكل طبيعي في الغلاف الجوي ، والبيئة ، وبعض المناطق لديها مستوى عال من البيركلورات في الغلاف الجوي مثل غرب تكساس وشمال شيلي. يتم العثور عليه في شكلين صلبة ومذابة في الماء . عندما يذوب في الماء ، فإنه ينفصل إلى قسمين. واحد لديه شحنة موجبة والآخر لديه شحنة سلبية. واحد مع الشحنة السالبة هو البركلورات التي يبحث عنها الناس في الجسم أو في البيئة. وكالة حماية البيئة (EPA) وضعت معدل التعرض للببيركلورات 0.0007milligram لكل كيلوغرام في اليوم الواحد. وكالة المواد السامة والأمراض (ATSDR) الحد الادنى من التعرض (MRL) قدره 0.0007 مغ / كغ / يوم من التعرض الفموي لمدة سنة واحدة.
ويمكن أيضا أن تصنع من قبل البشر ، ويتم تصنيع خمسة أنواع من مركبات بيركلورات. بيركلورات المغنيسيوم ، بيركلورات البوتاسيوم ، بيركلورات الأمونيوم ، بيركلورات الصوديوم ، وفوق كلورات الليثيوم. بيركلورات الأمونيوم يتم تصنيعها بشكل كبير من قبل البشر لأنها استخدمت في وقود الصواريخ. كما أنها تستخدم في مادة متفجرة ، وهذا هو السبب في أنه وفقا لإدارة الأغذية والعقاقير لا يوجد عدد محدد من استخدام بيركلورات في جميع أنحاء العالم ، لأنه يستخدم في التطبيقات العسكرية وستبقيها السلطة سرية. تسربت إلى البيئة من قبل النفايات محرك الصاروخ. 
تاريخ بيركلورات:
في عام 1886 كان في النبتة الشيلية (نترات الصوديوم)، افترضوا أن نترات التشيلية تحتوي على بيركلورات. تم اكتشاف البركلورات في صحراء أتاكاما في تشيلي ، حيث تم العثور عليها كشوائب في النترات.  ثم تم اكتشافه في عام 1985 في الولايات المتحدة الأمريكية في آبار في كاليفورنيا ، فهم يفترضون أن البركلورات كانت موجودة بسبب منشأة محرك الصاروخ.  كان إنتاج واستخدام بيركلورات بعد 1950s من الولايات المتحدة الأمريكية.  منذ الحرب العالمية الثانية ، أنتجت الولايات المتحدة ملايين الجنيهات من بيركلورات في السنة.  ومع ذلك ، في منتصف تسعينيات القرن العشرين تقلص إنتاج بيركلورات (Snyder، S. A. 2009) لم يتم اكتشاف تلوث المياه بالبيركلورات حتى عام 1997. 
استخدامات بيركلورات:
كانت استخدامات البركلورات أولاً في محركات الصواريخ والتطبيقات العسكرية وفي محركات الصواريخ . كما استخدمت البركلورات في مشاعل السلامة على جانب الطريق وفي الألعاب النارية. كما تم استخدامه في مستوى التركيز المنخفض في المبيضات. وبالإضافة إلى ذلك ، فإن بيركلورات هي مكوِّن طبيعي لأسمدة نترات في شيلي تم استيرادها حول العالم لسنوات عديدة. كما أنه كان دواء لعلاج فرط نشاط الغدة الدرقية ، وفي بعض المكملات الغذائية. 
Perchlorate هي واحدة من المواد الكيميائية المسببة لاختلال الغدد الصماء (EDCs)، وهي مادة غير عضوية تحدث طبيعيا في البيئة مثل الأنيون. يعرف البركلور بأنه المادة الكيميائية المسببة لاضطراب الغدة الدرقية ، بسبب دوره في منع امتصاص اليوديد ، مما يؤثر على النمو الجسدي والوظيفة العصبية. أيضا ، بعض الدراسات تدعي أن بيركلورات قد تتداخل مع التطور الجنسي.
العديد من الدراسات اكدت على وجود علاقة بين اختلال الغدة الصماء والتعرض لبيركلورات خاصة للمرأة الحامل والاطفال. 
C12H7Cl3O2) Triclosan)
الترايكلى سان هو مركب اروماتي كيميائي، له خاصية أنه مضاد للبكتيريا، يُستخدم في العديد من مواد التنظيف، الصابون، معاجين الأسنان، الأدوية، معاجين الحلاقة، وسائل المضمضة مستحضرات التجميل، والعاب الأطفال، وقد يتواجد في مياه الشرب ومياه الصرف الصحي.أختُرع سنة 1960 وهو مادة بيضاء صلبة، وجدت الدراسات أن استخدام الترايكلوسان في معاجين الأسنان يقلل 22% من تكوّن مادة ال (plaque) على الأسنان والتهاب اللثة مقارنةً بمعاجين الأسنان التي تحتوي على الفلور بدون ترايكلوسان (84).
•مضاره:
الترايكلوسان وتأثيره على الغدد الصماء.
الأطفال معرضين للمواد التي تحتوي على ترايكلوسان في سن مبكرة تزيد فرصة اصابتهم بالحساسية، الأزما، الأكزيما، وضعف جهاز المناعة ولكن نسبة الضرر تختلف باختلاف طريقة التعرّض حيث أنّ التعرّض يكون عن طريق الجلد، القناة الهضمية أو المياه الملوّث أو الطعام الملوّث. (85) ويختلف كذلك باختلاف تركيز الترايكلوسان ونوع المادة.
بعد استخدام سائل المضمضة الذي يحتوي على ترايكلوسان، يرتفع مستوى الترايكلوسان في الدم بسرعة عند بلع ملعقة طعام من سائل المضمضة تصل مستوياته في الدم إلى 1 مايكرو مل خلال ساعة إلى 3 ساعات، والدراسات تشير إلى أنّ ترسّب الترايكلوسان في الغشاء المخاطي للفم يزيد من 4 -13% عند استخدام سائل المضمضة الذي يحتوي 0,3٪ من ترايكلوسان و25٪ عند استخدام معجون الأسنان ب 0,2٪(86)
الترايكلوسان ارتبط بالعديد من المشاكل الصحية ولكن دراسات قليلة ومحدودة درست تأثيره على الإنسان ومعظم الدراسات كانت على الفئران والأغنام، بعض الدراسات وجدت أن التعرّض للترايكلوسان خلال الحمل يقلل من محيط رأس الجنين ويمكن أن يقلل من محيط البطن، ويقلل من المسافة الشرجية في الشهر الثالث للأولاد الذكور وليس للإناث.(87)
وكذلك يزيد من اللهثان عند الأطفال خاصة الذين يعانون من الأكزيما ووجدت بعض الدراسات أن له علاقة بالربو الوعائي.
للأسف لا يمكن ازالة الترايكلوسان خلال عملية تنقية المياه. (88)
بعض السياسات وُضعت بالنسبة لمادة الترايكلوسان مثلاً شركة palmolive ازالت الترايكلوسان من صابون غسيل الأطباق عام 2011  , في كندا بقي مسموحاً في مستحضرات التجميل بتركيز اقصى 0,3٪ وفي سائل المضمضة بتركيز اقصى   0,03%  ، وممنوع في معاجين أسنان الأطفال تحت سن 12 سنة.
```
الغدة الدرقية في حالتها الطبيعية ، ينقل اليود من خلال شيكل عبر «غشاء باساعد» من أجل إنتاج هرمون الغدة الدرقية ، يعمل بيركلورات كمثبط لواقي الصوديوم يوديد (NIS) الذي يوجد في غشاء الغدة الدرقية الخلايا.
[
83
]
```

### صوديوم لوريل سلفات Sodium Lauryl Sulfate
لوريل سلفات الصوديوم هو مركب كيميائي أنيوني، صيغته الكيميائية C12H25SO4Na أشهر اسم مرادف دوديسل سلفات الصوديومBondi, C. A., Marks, J. L., Wroblewski, L. B., Raatikainen, H. S., Lenox, S. R., & Gebhardt, K. E. (2015). Human and environmental toxicity of sodium lauryl sulfate (SLS): evidence for safe use in household cleaning products. Environmental health insights, 9, EHI. S31765

#### استخداماته
```
يستخدم بشكل أساسي في المنظفات، والشامبو، ومعجون الأسنان، معاجين الحلاقة والصابون السائل، إضافة إلى فعاليته في تنظيف السيارات والمحركات
Bondi, C. A., Marks, J. L., Wroblewski, L. B., Raatikainen, H. S., Lenox, S. R., & Gebhardt, K. E. (2015). Human and environmental toxicity of sodium lauryl sulfate (SLS): evidence for safe use in household cleaning products. Environmental health insights, 9, EHI. S31765
```

#### تاريخه
استخدم لأول مرة خلال الحرب العالمية الثانية كمنظف جيد للمحركات ومزيل فعال للدهون. بعد ذلك تم ادخاله للولايات المتحدة بعد الحرب العالمية الثانية كمنظف جيد للمحركات حتى منتصف الخمسينات. يعد الاستعمال الواسع للصوديوم لوريل سلفات لاكتشاف الشركات لقدرته العالية على اعطاء الرغوة وتكلفة تصنيعه الزهيدةINT’L, M. M. (2018, February 25, 2018). Master chemist explains the reality behind sodium lauryl sulfate and its multiple names
. Retrieved from https://www.morroccomethod.com/blog/sodium-lauryl-sulfate/
و لكن في منتصف التسعينات بدأ الجدال حول احتمالية سمية الصوديوم لوريل سلفات. Bondi, C. A., Marks, J. L., Wroblewski, L. B., Raatikainen, H. S., Lenox, S. R., & Gebhardt, K. E. (2015). Human and environmental toxicity of sodium lauryl sulfate (SLS): evidence for safe use in household cleaning products. Environmental health insights, 9, EHI. S31765

#### خواصه
```
مادة خافضة للتوتر السطحي وله قدرة عالية على إعطاء الرغوة اللازمة للتنظيف. له القدرة على ازالة الزيوت والأوساخ بفعالية عالية. إضافة إلى كونه رخيص الثمن مما يجعل استعماله واسع الانتشار
Bondi, C. A., Marks, J. L., Wroblewski, L. B., Raatikainen, H. S., Lenox, S. R., & Gebhardt, K. E. (2015). Human and environmental toxicity of sodium lauryl sulfate (SLS): evidence for safe use in household cleaning products. Environmental health insights, 9, EHI. S31765
```

#### مضاره
بعض الدراسات التي طبقت على الحيوانات والإنسان تشير أن استخدام هذا المركب يعرض الشخص إلى أخطار عديدة أهمها إصابة الجلد بالتهيج والالتهابات نتيجة قدرته على اختراق الجلد، كذلك قد يسبب تهيجا والتهابات في العين ينتج عنها خللا في نمو العين خصوصا عند الأطفال واعتام عدسة العين عند الأكبر سناCIR. (2005). Annual review of cosmetic ingredient safety assessment- 2002/2003. Retrieved from https://online.personalcarecouncil.org/ctfa-static/online/lists/cir-pdfs/pr216.pdf نسخة محفوظة 1 يوليو 2020 على موقع واي باك مشين.

. ويستخدم أيضا في تركيب معاجين الاسنان لانه يعطي الشعور بالانتعاش والتعقيم داخل الفم ولكن وجد من خلال الدراسات أنه قد يكون له اثر سلبي على وجود التقرحات الفموية وزيادة الالم وفترة الشفاءSälzer, S., Rosema, N., Martin, E., Slot, D., Timmer, C., Dörfer, C., & van der Weijden, G. (2016). The effectiveness of dentifrices without and with sodium lauryl sulfate on plaque, gingivitis and gingival abrasion—a randomized clinical trial. Clinical Oral Investigations, 20(3), 443-450.

#### احتمالية تأثيره على جهاز الغدد الصماء
هناك بعض الدراسات في الحيوانات تشير أنه من الممكن أن يمكث في الجسم ويتراكم في بعض الأجزاء مثل الكبد مسببا زيادة في حجم الكبد وزيادة في حجم الخلايا الكبدية وخللا في إفراز إنزيمات الكبدOECD. (2007). Sids initial assessment profile. Retrieved from https://hpvchemicals.oecd.org/ui/handler.axd?id=97AEE5B8-EFE9-4096-859B-D3AFBFD03CFD
 . علاوة على ذلك يمكن أن يسبب زيادة في نسبة الغلوكوز في الدم وانه قد يكون مادة مسرطنة وهذا ما لم يثبت بشكل تام ولكنه يعزز احتمالية أن يسبب الصوديوم لوريل سلفات اضطرابا في جهاز الغدد الصماءMoore, A. (1983). Final report on the safety assessment of sodium lauryl sulphate and ammonium lauryl sulphate. Journal of the American College of Toxicology, 2, 127-181.
 . يعتمد الخطر المرافق لاستخدامه على تركيز المادة المستخدمة ومدة التعرض لهCIR. (2005). Annual review of cosmetic ingredient safety assessment- 2002/2003. Retrieved from https://online.personalcarecouncil.org/ctfa-static/online/lists/cir-pdfs/pr216.pdf نسخة محفوظة 1 يوليو 2020 على موقع واي باك مشين. .

#### الوقاية من آثاره السلبية
```
هذا المركب آمن عند استعماله وملامسته للجلد لفترة قصيرة لذلك يجب شطفه بسرعة وبشكل كامل بعد الاستعمال؛ لأن بقائه على الجلد فترة طويلة يمكن أن يسبب بعض المشاكل
CIR. (2005). Annual review of cosmetic ingredient safety assessment- 2002/2003. Retrieved from 
https://online.personalcarecouncil.org/ctfa-static/online/lists/cir-pdfs/pr216.pdf
 
نسخة محفوظة
 1 يوليو 2020 على موقع 
واي باك مشين
.
 .
```